# NIE’S
NIE’S（にーず）は新潟県を拠点に活動する男性アイドルグループ。2013年に開催された新潟イケメン選手権から選ばれたファイナリストで構成された。
2015年にはFMPORT（新潟県民エフエム放送）のWE NIE’S YOUにて看板番組が放送され、初楽曲リリースミニアルバムが同年にリリース。
2023年現在、秋元シュウ、RyoG、えーちゃんの3名で活動中。
2024年4月28日をもって活動終了（オフィシャルホームページ）より